# Allonautilus
Allonautilus, česky loděnka, je rod hlavonožců z čeledi loděnkovitých (Nautilidae). Zahrnuje pouze dva žijící druhy, a to loděnku píštělovou (Allonautilus scrobiculatus) a Allonautilus perforatus, které se morfologicky značně odlišují od rodu Nautilus. Allonautilus je považován za potomka rodu Nautilus, což by z rodu dělalo parafyletický taxon.